# Hillsburg
Hillsburg est une municipalité rurale du Manitoba située à l'ouest de la province dans la région de Parkland. La population de la municipalité s'établissait à 470 personnes en 2001. La ville de Roblin se situe à l'ouest de la municipalité.

## Territoire
Les communautés suivantes sont comprises sur le territoire de la municipalité rurale:
- Bield
- Shortdale

## Référence
- (en) Cet article est partiellement ou en totalité issu de l’article de Wikipédia en anglais intitulé « Rural Municipality of Hillsburg » (voir la liste des auteurs).